# Long. Live. ASAP
Long. Live. ASAP è l'album in studio di debutto del rapper statunitense ASAP Rocky, pubblicato il 15 gennaio 2013.

## Descrizione
L'album contiene collaborazioni con Schoolboy Q, Kendrick Lamar, Santigold, OverDoz, Drake, 2 Chainz, Skrillex, Birdy Nam Nam, Joey Badass, Yelawolf, Danny Brown, Action Bronson e Big K.R.I.T. e alla produzione hanno contribuito, tra gli altri 40, Danger Mouse, Hit-Boy, Rico Love, Skrillex, Birdy Nam Nam e ASAP Rocky stesso, sotto lo pseudonimo Lord Flacko.

## Tracce
1. Long Live ASAP – 4:49
2. Goldie – 3:12
3. PMW (All I Really Need) (feat. Schoolboy Q) – 3:54
4. LVL – 3:40
5. Hell (feat. Santigold) – 3:51
6. Pain (feat. OverDoz) – 3:53
7. Fuckin' Problems (feat. Drake, 2 Chainz & Kendrick Lamar) – 3:53
8. Wild for the Night (feat. Skrillex & Birdy Nam Nam) – 3:29
9. 1 Train (feat. Kendrick Lamar, Joey Badass, Yelawolf, Danny Brown, Action Bronson & Big K.R.I.T.) – 6:12
10. Fashion Killa – 3:56
11. Phoenix – 3:53
12. Suddenly – 4:30

Edizione deluxe
1. Jodye – 4:20
2. Ghetto Symphony (feat. Gunplay e ASAP Ferg) – 3:57
3. Angels – 3:48
4. I Come Apart (feat. Florence Welch) – 3:37

Edizione streaming
1. Purple Swag (Remix) (feat. Paul Wall, Bun B e Killa Kyleon) – 4:12

## Classifiche

### Classifiche settimanali
| Classifica (2013) | Posizione massima |
| ----------------- | ----------------- |
| Australia         | 7                 |
| Austria           | 62                |
| Belgio (Fiandre)  | 34                |
| Belgio (Vallonia) | 98                |
| Canada            | 1                 |
| Danimarca         | 4                 |
| Finlandia         | 18                |
| Francia           | 21                |
| Germania          | 31                |
| Norvegia          | 31                |
| Nuova Zelanda     | 7                 |
| Paesi Bassi       | 45                |
| Portogallo        | 44                |
| Regno Unito       | 7                 |
| Stati Uniti       | 1                 |
| Svizzera          | 9                 |

### Classifiche di fine anno
| Classifica (2013) | Posizione |
| ----------------- | --------- |
| Canada            | 194       |
| Stati Uniti       | 60        |